# Johannes Hevelius
Latinul Johannes Hevelius, németül Johannes Hewel, Johann Hewelke, Johannes Höwelcke, lengyelül Jan Heweliusz (Gdańsk, Lengyelország, 1611. január 28. – 1687. január 28.) lengyel csillagász.
Őt tekintik a Hold topográfiája megalapítójának. Tíz csillagképet vezetett be, ezek közül hetet ma is elismernek a csillagászok.

## Élettörténete

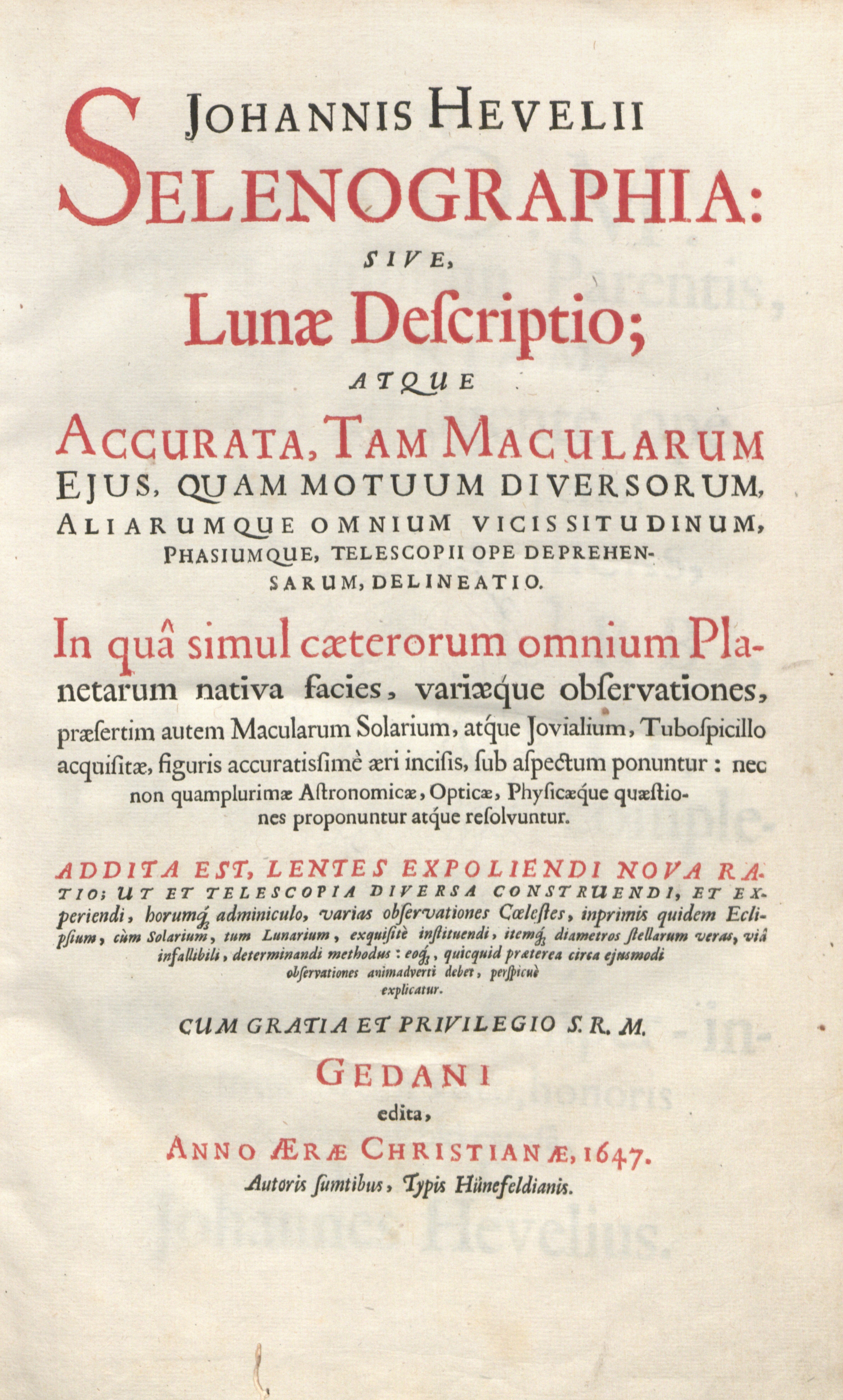
A mű címlapja

Édesapja, Hewelke Ábrahám (1576–1649) és édesanyja, Kordula Hecker (1576–1655) gazdag sörfőző és kereskedő volt. A gimnáziumban többek között a matematikus és csillagász Peter Crüger (Peter Krüger, 1580–1639) volt a tanára. 1630-ban jogot tanult a leideni egyetemen, majd Angliában és Franciaországban utazgatott, ahol a pap, filozófus, matematikus, csillagász Pierre Gassendivel, a szerzetes, matematikus, fizikus Marin Mersenne-nel, valamint a geológus és orvos Athanasius Kircherrel (más néven Kirchner) találkozott.
1634-ben telepedett le a szülővárosában, és 1635. március 21-én vette feleségül Katharine Rebeschkét. 1636-ban tagja, majd 1643-tól vezetője lett a sörfőző céhnek. Amellett, hogy a helyi tanács tagja és 1651-ben tanácsos, 1639-től főleg csillagászattal foglalkozott.

## Életpályája

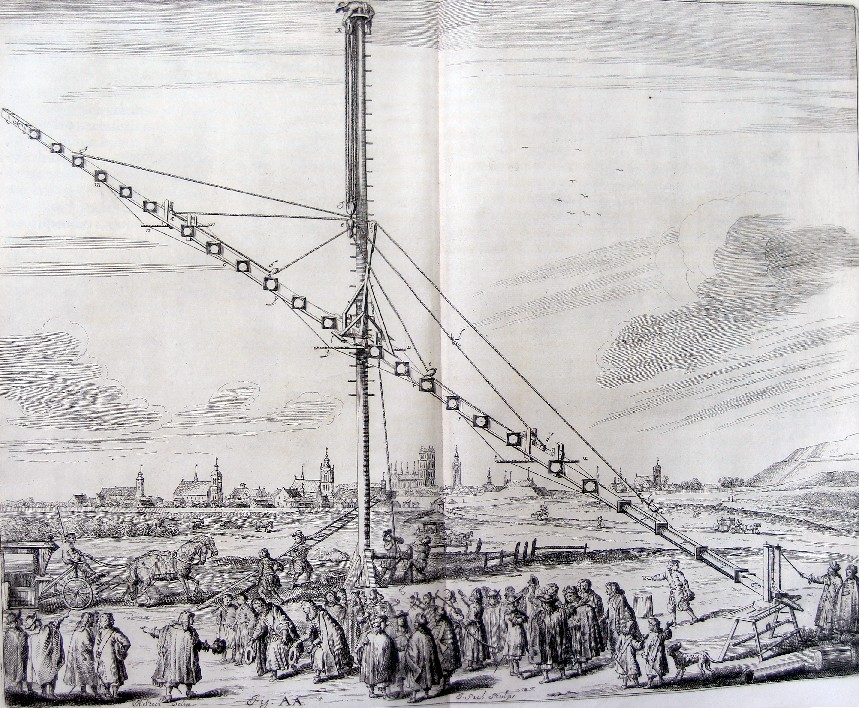
Johannes Hevelius 45 méteres Kepler-rendszerű távcsöve

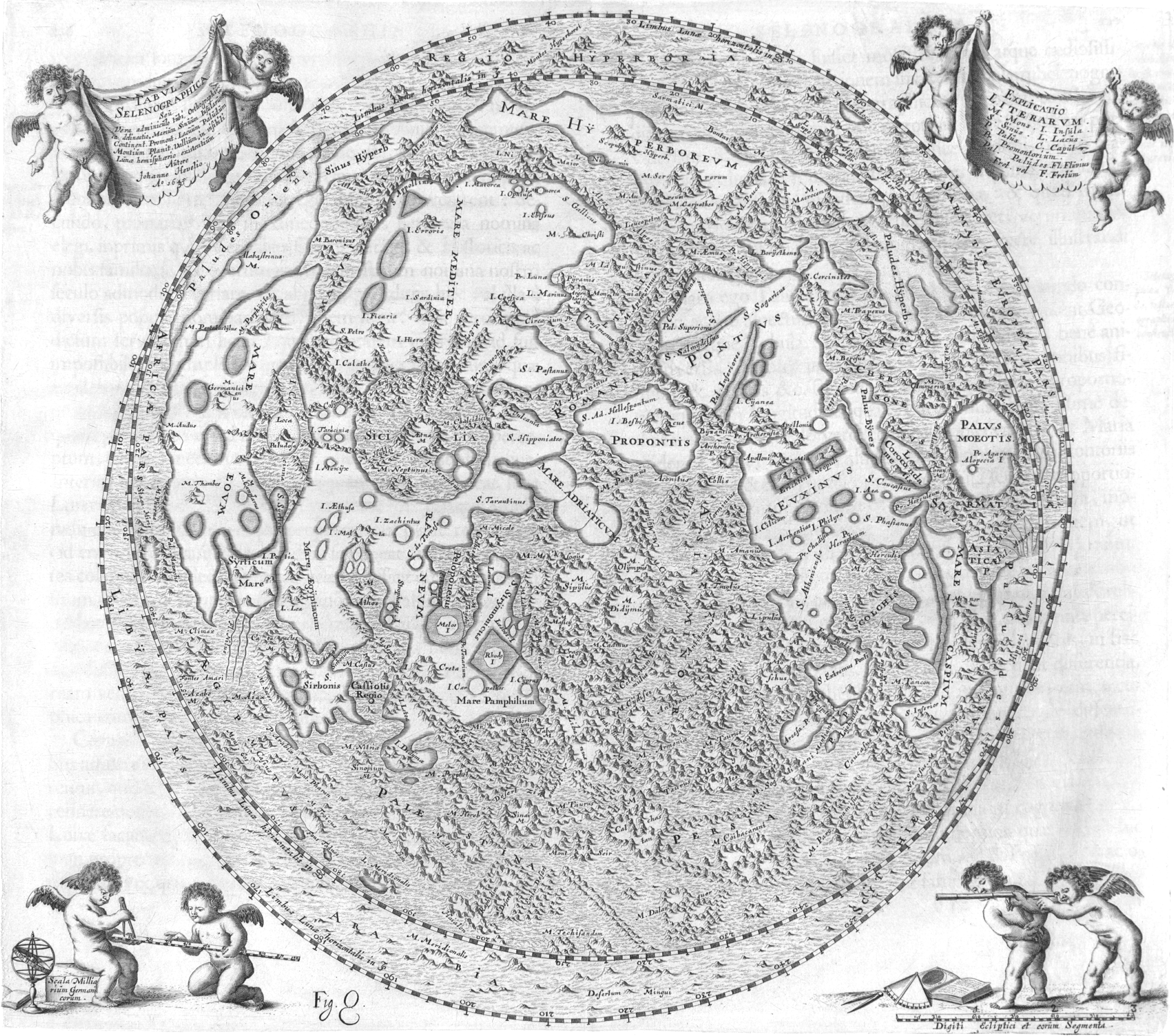
Johannes Hevelius Hold-térképe, 1647

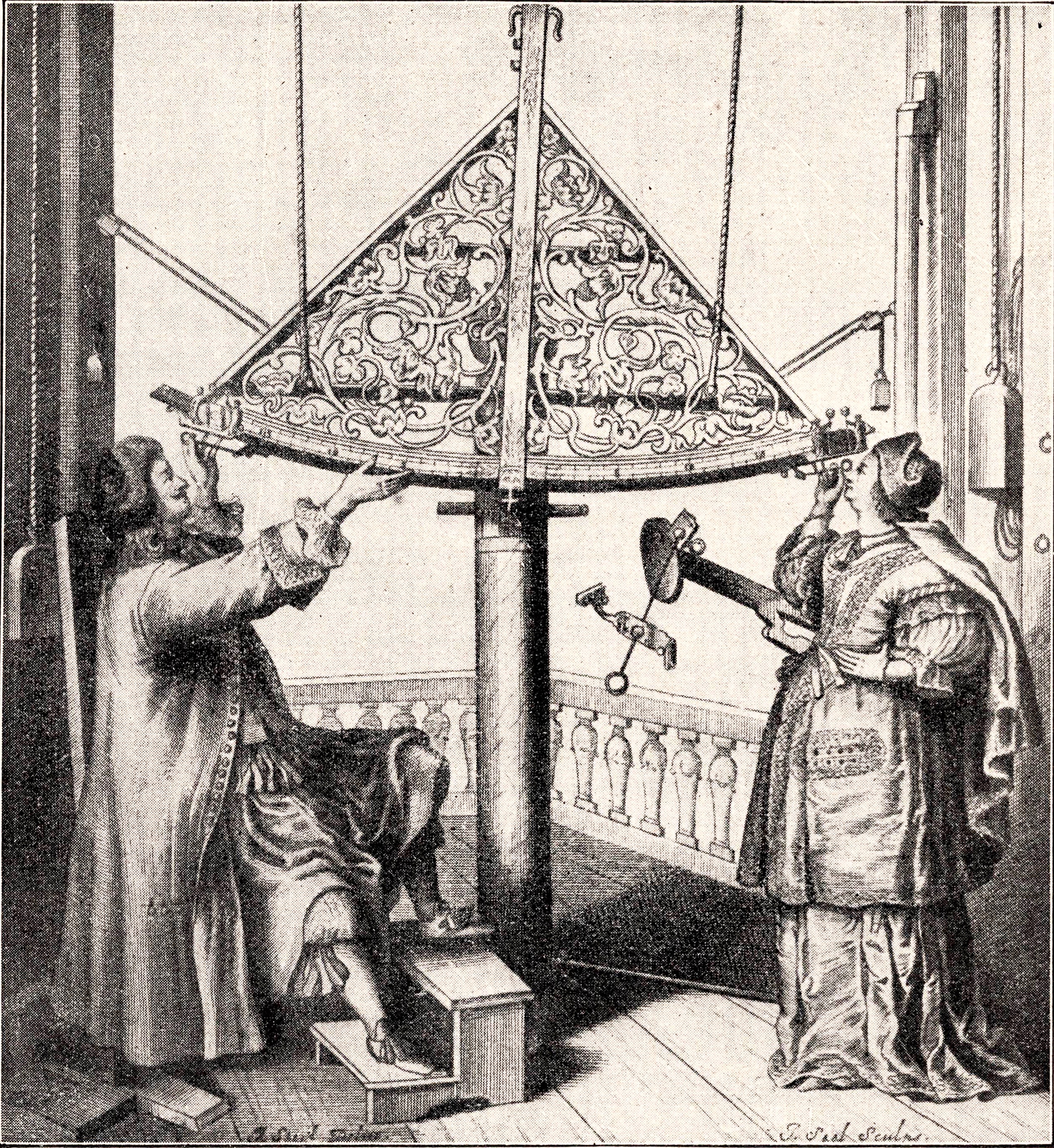
Hevelius és felesége

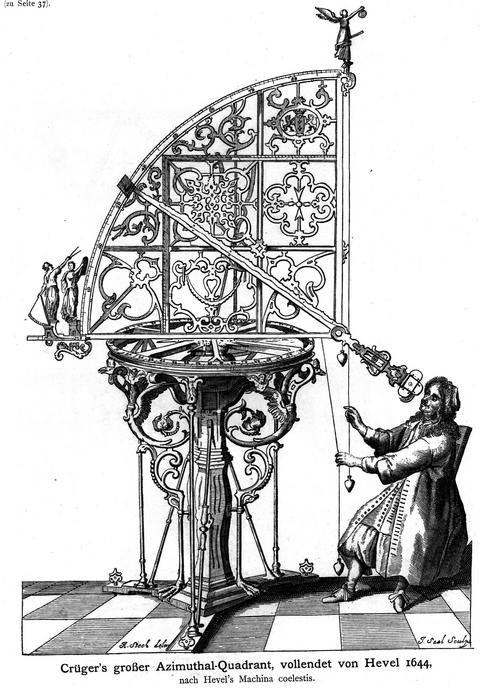
Hevelius kvadránsa

1641-ben csillagvizsgálót épített három szomszédos ház tetejére, amelyet 1660. január 29-én Ludwika Maria Gonzaga lengyel királyné, 1678-ban pedig III. János lengyel király is felkeresett.
Hevelius készített egy 1,80, majd egy 3,60 méter hosszúságú távcsövet, ezeknek a lencséit ő maga csiszolta, amelyekkel Hold- és bolygómegfigyeléseket végzett. Azt tapasztalta, hogy minél hosszabb egy távcső, annál kisebbek a színhibák, ezért egy 45 méter hosszú Kepler-távcsövet épített, melynek a tubusát fából és huzalból ő maga készítette el. (Valószínűleg ez lehetett a leghosszabb távcső a tubus nélküli távcsövek előtt, a mérete miatt ki volt téve az időjárás viszontagságainak, ezért ritkán lehetett használni.) Annak ellenére, hogy távcsöveket használt, a méréseket 10 szögmásodperc pontosságú, optika nélküli kvadránsokkal végezte.
1679 májusában Edmond Halley küldöttként meglátogatta Heveliust a Royal Societyben, amelynek első lengyelként 1664. március 19-e óta volt a tagja. Robert Hooke angol polihisztor és John Flamsteed angol csillagász utasítására Halley megpróbálta rávenni Heveliust arra, hogy használjon teleszkópot a mérésekhez, de Hevelius bebizonyította, hogy kvadránssal és alhidádéval is lehet pontosan mérni. (Az alhidádé (alhidade, alhidad) egy távcsőállványon rögzített körtárcsa, amely a műszer leolvasó-berendezését hordozza).
Figyelte a napfoltok tevékenységét, és 1642–1645 között feltérképezte a Hold felszínét, és felfedezte a Hold hosszúsági librációját, amelynek a következtében az égitest a keleti és a nyugati peremén legfeljebb 7,9°-kal nagyobbnak látszik a valós átmérőjénél. 1647-ben kiadta a Selenographia, sive Lunae Descriptio című munkáját, amely alapján őt tartják a holdi topográfia megalapítójának (lásd: Szelenográfia). Később a könyveit a saját házában nyomtatták ki jelentős költségeken, és sok nyomólemezt ő maga készített.
Négy üstököst fedezett fel (1652, 1661, 1672, 1677). Ezek a felfedezések vezettek ahhoz a tételhez, hogy az üstökösök parabola alakú pályán keringenek a Nap körül.
1662-ben meghalt az első felesége. Rá egy évre feleségül vette egy nagykereskedő lányát, Catherina Elisabetha Koopmant (1647–1693), akitől négy gyermeke született, és akit az első női csillagásznak tartanak, mert a munkájában támogatta a férjét, és annak halála után megjelentette kiadatlan műveit.
1679. szeptember 26-án szándékos gyújtogatás következtében leégett Hevelius obszervatóriuma (csillagászati megfigyelőállomása), odavesztek az eszközök és a könyvek is. (Az 1685-ben kiadott Annus climactericus című munkájának előszavában leírja a katasztrófát.) Az obszervatóriumot azonnal helyreállították, hogy megfigyelhessék az 1680 decemberében megjelenő üstököst.
Hevelius Szextánsnak nevezett el egy csillagképet a megsemmisült eszközök emlékére, és 1683-ban III. (Sobieski) János lengyel király bécsi győzelme emlékére ő adta a nevét a mai Pajzs csillagképnek.

## Halála
Hevelius egészsége megromlott, és a 76. születésnapján, 1687. január 28-án meghalt. Danzigban (Gdańskban), a Szent Katalin templomban temették el, a helyi tanácsháza falán pedig emléktáblát avattak az egykori csillagász és tanácsos tiszteletére.
Az özvegye halála után Hevelius kéziratait, leveleit hulladékként értékesítették, a nyomólemezeiből tálcák és csészealjak készültek.
Heveliusról kapta a nevét az 5703 Hevelius kisbolygó.

## Munkái
- Selenographia (1647)
- De nativa Saturni facie ejusq; varis Phasibus (1656)
- Historiola Mirae (1662)
- Prodromus cometicus (1665)
- Cometographia (1668)
- Machina coelestis (1673: első rész, 1679: második rész)
- Annus climactericus (1685, tartalmazza az 1679-es tűzvésznek és a Mira típusú változócsillag megfigyeléseinek a leírását is)
- Prodromus astronomiae (1690), befejezetlen munka posztumusz kiadásban. Hevelius özvegye, Catherina Elisabetha Koopman jelentette meg. A kiadás három könyvet foglal magába:

- Prodromus: előszó és kiadatlan megfigyelések;
- Catalogus Stellarum Fixarum: 1687-es keltezésű, 1564 csillag leírását tartalmazó katalógus;
- Firmamentum Sobiescianum sive Uranographia: 56 ívből álló, a saját katalógusával megegyező, 7 új, ma is használt csillagkép ábráját tartalmazó, és néhány, már nem használatos csillagkép atlasza, szintén 1687-es keltezéssel.

## Fordítás
- Ez a szócikk részben vagy egészben  a   Johannes Hevelius című angol Wikipédia-szócikk fordításán alapul.  Az eredeti cikk szerkesztőit annak laptörténete sorolja fel. Ez a jelzés csupán a megfogalmazás eredetét és a szerzői jogokat jelzi, nem szolgál a cikkben szereplő információk forrásmegjelöléseként.